# 伊利耶夫冰川
伊利耶夫冰川（英語：Iliev Glacier）是南極洲的冰川，位於亞歷山大一世島北部的拉蘇斯山脈，長5公里、寬1.5公里，最終注入拉扎列夫灣，以保加利亞作曲家命名，現時由南極條約體系管理。

## 外部連結

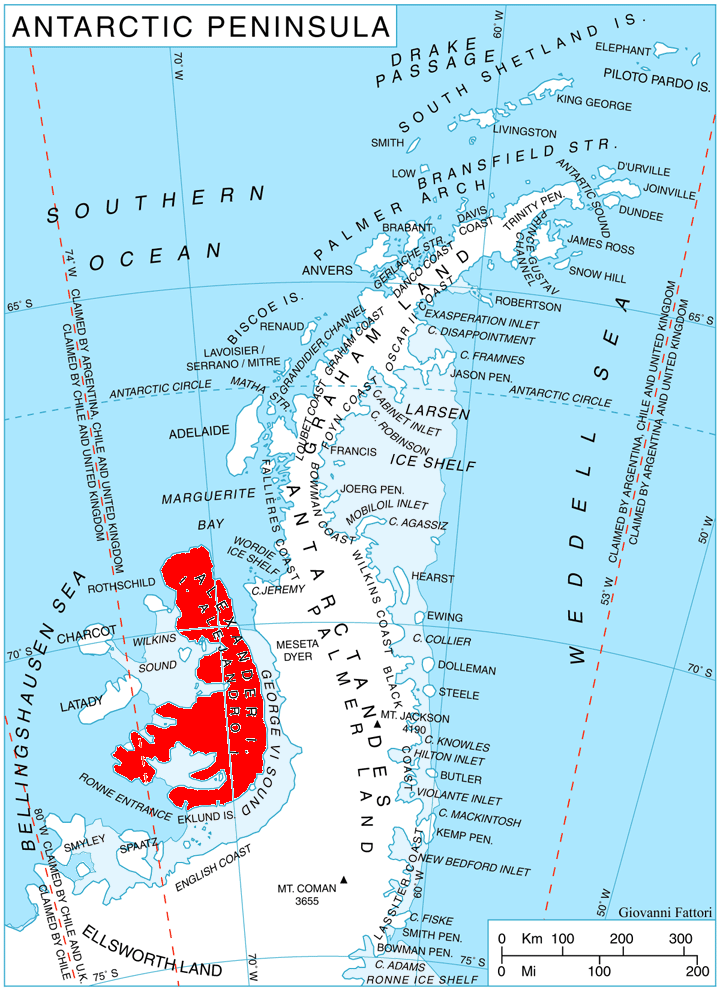

- Iliev Glacier.（页面存档备份，存于） SCAR Composite Gazetteer of Antarctica.

69°28′25″S 71°35′30″W / 69.47361°S 71.59167°W